# Sombrin
Pour l’article ayant un titre homophone, voir Sombrun.
Sombrin est une commune française située dans le département du Pas-de-Calais en région Hauts-de-France.
La commune fait partie de la communauté de communes des Campagnes de l'Artois qui regroupe 96 communes et compte 33 141 habitants en 2021.

## Géographie

### Localisation
Localisée dans le sud-est du département du Pas-de-Calais, Sombrin est une commune située, à vol d'oiseau, à 5 km au sud-ouest de la commune d'Avesnes-le-Comte, dont elle est limitrophe, et à 20 km au sud-ouest de la commune d’Arras (aire d'attraction, chef-lieu d'arrondissement et préfecture du Pas-de-Calais).
Le territoire de la commune est limitrophe de ceux de six communes.
Les communes limitrophes sont Avesnes-le-Comte, Barly, Coullemont, Grand-Rullecourt, Saulty et Warluzel.

### Géologie et relief
La superficie de la commune est de 6,61 km2 ; son altitude varie de 135  à   172 mètres.

### Hydrographie
La commune est située dans le bassin Artois-Picardie. Elle n'est drainée par aucun cours d'eau,.

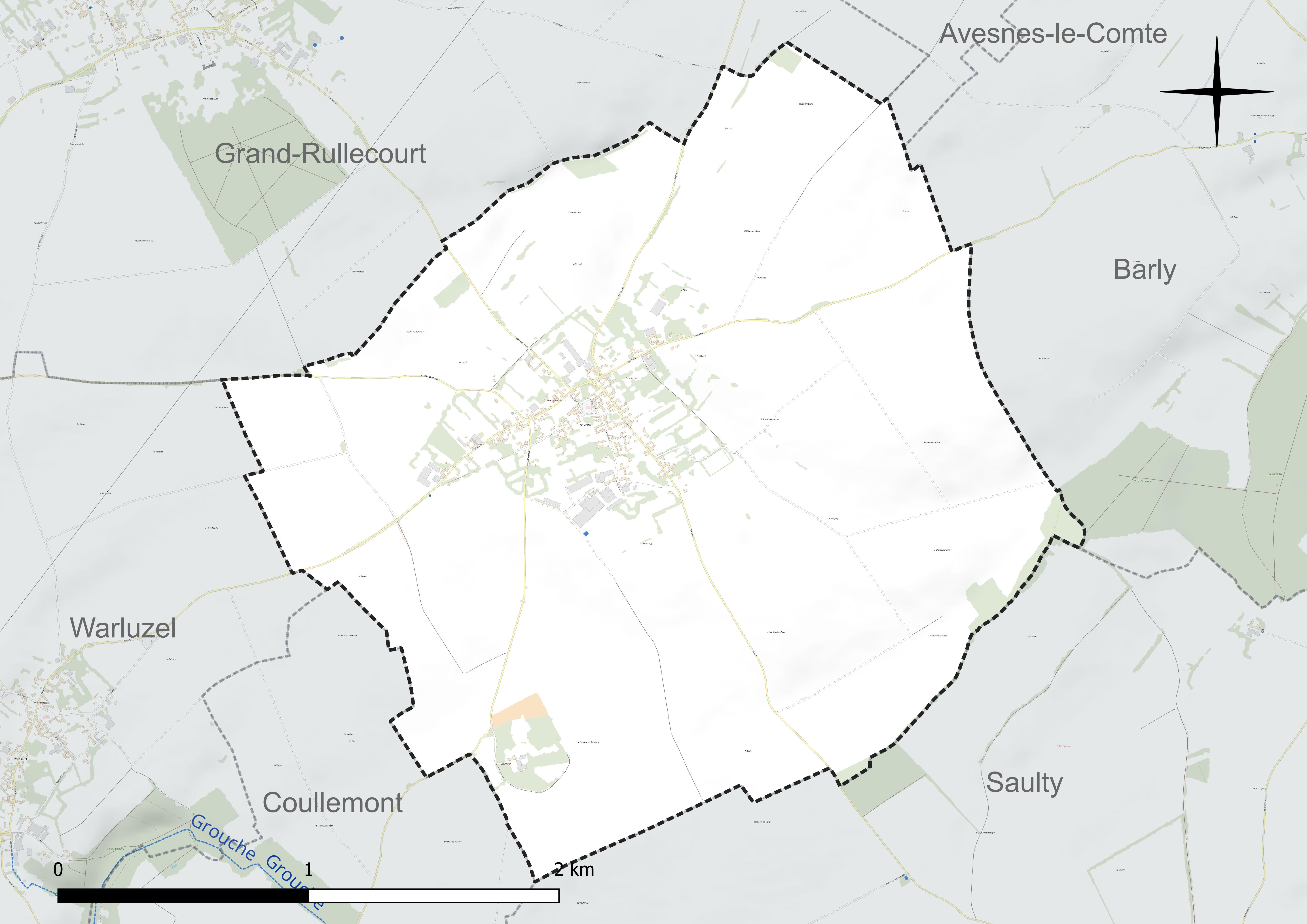
Réseau hydrographique de Sombrin.

### Climat
Pour des articles plus généraux, voir Climat des Hauts-de-France et Climat du Pas-de-Calais.
En 2010, le climat de la commune est de type climat des marges montargnardes, selon une étude du CNRS s'appuyant sur une série de données couvrant la période 1971-2000. En 2020, Météo-France publie une typologie des climats de la France métropolitaine dans laquelle la commune est exposée à un climat océanique et est dans une zone de transition entre les régions climatiques « Nord-est du bassin Parisien » et « Côtes de la Manche orientale ».
Pour la période 1971-2000, la température annuelle moyenne est de 9,9 °C, avec une amplitude thermique annuelle de 14,1 °C. Le cumul annuel moyen de précipitations est de 910 mm, avec 12,6 jours de précipitations en janvier et 9,5 jours en juillet. Pour la période 1991-2020, la température moyenne annuelle observée sur la station météorologique la plus proche, située sur la commune de Saulty à 4 km à vol d'oiseau, est de 10,4 °C et le cumul annuel moyen de précipitations est de 899,7 mm,. Pour l'avenir, les paramètres climatiques de la commune estimés pour 2050 selon différents scénarios d'émission de gaz à effet de serre sont consultables sur un site dédié publié par Météo-France en novembre 2022.
| Mois                                  | jan.             | fév.             | mars          | avril           | mai             | juin         | jui.           | août           | sep.          | oct.          | nov.          | déc.             | année      |
| ------------------------------------- | ---------------- | ---------------- | ------------- | --------------- | --------------- | ------------ | -------------- | -------------- | ------------- | ------------- | ------------- | ---------------- | ---------- |
| Température minimale moyenne (°C)     | 1,3              | 1,4              | 3,3           | 5,1             | 8               | 10,8         | 12,8           | 13,1           | 10,7          | 7,9           | 4,5           | 1,9              | 6,7        |
| Température moyenne (°C)              | 3,5              | 4                | 6,7           | 9,5             | 12,6            | 15,5         | 17,8           | 18             | 15            | 11,2          | 6,9           | 4                | 10,4       |
| Température maximale moyenne (°C)     | 5,7              | 6,5              | 10,1          | 13,9            | 17,2            | 20,2         | 22,9           | 23             | 19,4          | 14,5          | 9,4           | 6,2              | 14,1       |
| Record de froid (°C) date du record   | −13,6 01.01.1997 | −13,7 07.02.1991 | −9,9 04.03.05 | −3,8 02.04.1996 | −0,9 05.05.1996 | 1 02.06.1991 | 5,5 19.07.1989 | 5,2 05.08.1989 | 2,5 25.09.03  | −4,7 24.10.03 | −8 24.11.1998 | −13,2 29.12.1996 | −13,7 1991 |
| Record de chaleur (°C) date du record | 14,8 09.01.15    | 17,4 24.02.21    | 23,2 31.03.21 | 26,2 15.04.07   | 30,9 27.05.05   | 34 18.06.22  | 39,4 25.07.19  | 37,7 06.08.03  | 33,4 15.09.20 | 28,2 01.10.11 | 19,4 07.11.15 | 14,9 07.12.00    | 39,4 2019  |
| Précipitations (mm)                   | 79,1             | 69,4             | 69,7          | 53              | 66,6            | 71,5         | 77             | 81,3           | 67,3          | 78,6          | 85,1          | 101,1            | 899,7      |

### Paysages
Pour un article plus général, voir Paysage en France.
La commune s'inscrit dans les « paysages du Ternois » tels qu'ils sont définis dans l'atlas de paysages de la région Nord-Pas-de-Calais, conçu par la direction régionale de l'Environnement, de l'Aménagement et du Logement (DREAL),.
Ces paysages, qui concernent 138 communes avec trois pôles d'attraction que sont Hesdin à l'ouest, Saint-Pol-sur-Ternoise à l'est et, dans une moindre mesure, Frévent en lisière sud, sont délimités par deux cours d'eau : la Canche au Sud et la Ternoise au Nord. Ces paysages sont composés de plateaux, de vallées et de bocages. Les plateaux du Ternois montrent une structure tabulaire assez plane et une altitude assez régulière avec des points culminants entre 150 et 160 m.
Le territoire d'une vingtaine de kilomètres du Nord au Sud et d'Est en Ouest, est traversé par la D 939 reliant Saint-Pol-sur-Ternoise à Hesdin, par la D 912 entre Saint-Pol-sur-Ternoise et Frévent et par la ligne ferroviaire de Saint-Pol-sur-Ternoise à Étaples dans la vallée de la Canche. La position excentrée, en l'absence de grands axes autoroutiers ou ferrés structurants, a permis au Ternois de conserver un caractère rural et une certaine qualité de paysage.
Au niveau de l'occupation des sols, les surfaces cultivées sont omniprésentes sur les plateaux, avec majoritairement la culture de la betterave et de la pomme de terre, et représentent près de 72 % de la surface totale de ces paysages du Ternois, les espaces artificialisés, cantonnés dans les fonds de vallée, représentent 13 % et les surfaces boisées, présentes dans les deux principales vallées de la Ternoise et de la Canche, ne représentent que 6 %.

## Urbanisme

### Typologie
Au 1er janvier 2024, Sombrin est catégorisée commune rurale à habitat dispersé, selon la nouvelle grille communale de densité à sept niveaux définie par l'Insee en 2022.
Elle est située hors unité urbaine. Par ailleurs la commune fait partie de l'aire d'attraction d'Arras, dont elle est une commune de la couronne,. Cette aire, qui regroupe 163 communes, est catégorisée dans les aires de 50 000 à moins de 200 000 habitants,.

### Occupation des sols
L'occupation des sols de la commune, telle qu'elle ressort de la base de données européenne d'occupation biophysique des sols Corine Land Cover (CLC), est marquée par l'importance des territoires agricoles (93,3 % en 2018), une proportion sensiblement équivalente à celle de 1990 (93,6 %). La répartition détaillée en 2018 est la suivante : 
terres arables (77,9 %), prairies (15,4 %), zones urbanisées (6 %), forêts (0,7 %). L'évolution de l'occupation des sols de la commune et de ses infrastructures peut être observée sur les différentes représentations cartographiques du territoire : la carte de Cassini (XVIIIe siècle), la carte d'état-major (1820-1866) et les cartes ou photos aériennes de l'IGN pour la période actuelle (1950 à aujourd'hui).

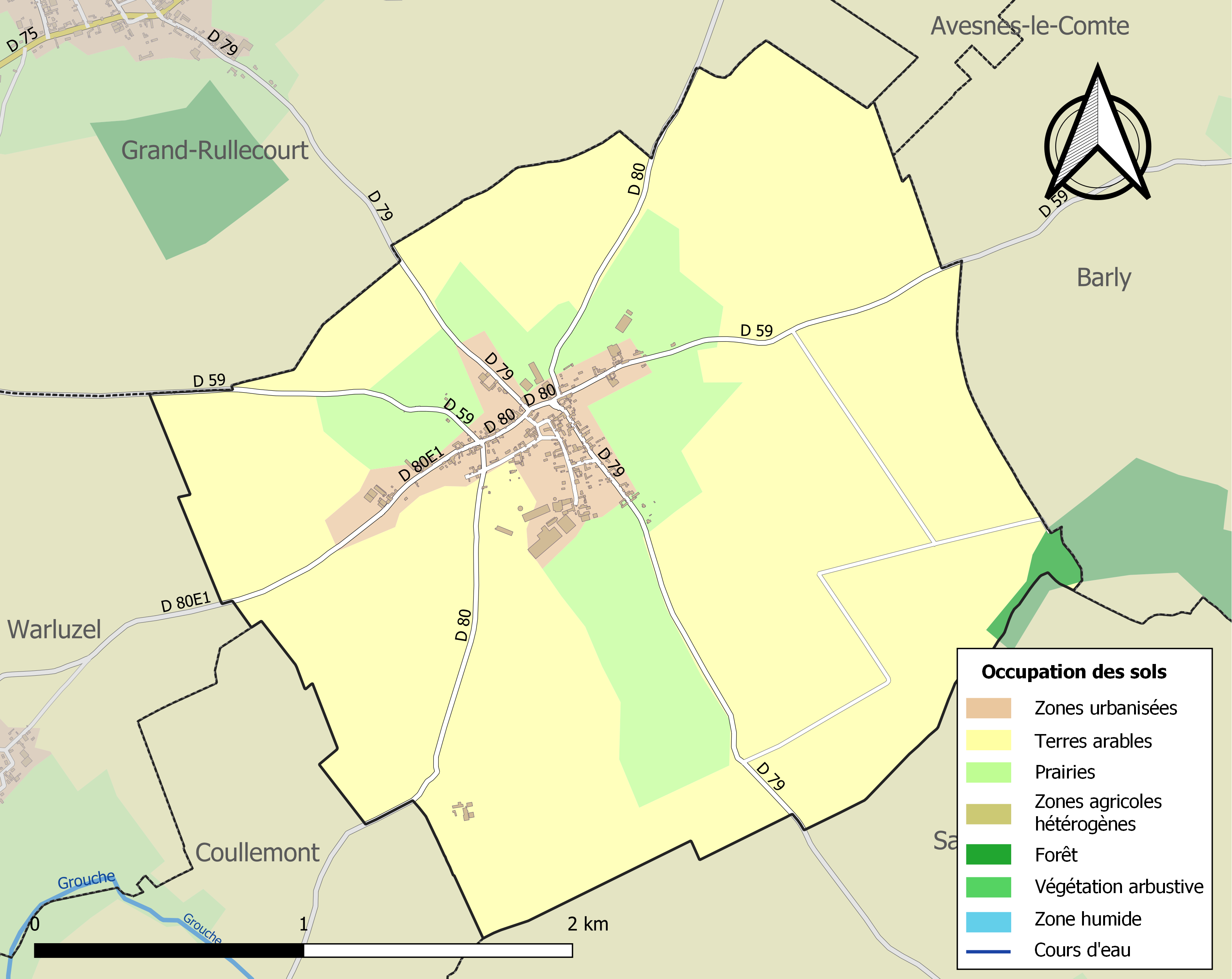
Carte des infrastructures et de l'occupation des sols de la commune en 2018 (CLC).

## Toponymie
Le nom de la localité est attesté sous les formes Sombrin (vers 1150), Sumbring (1173), Sombrin (1793).
D'un nom de personne germanique Sumar suivi du suffixe -ingen, francisé en -in.

## Histoire
Avant la Révolution française, Sombrin était le siège d'une seigneurie.
Jean-Baptiste Boucquel, décédé écuyer, était aux XVIIe et XVIIIe siècles, conseiller au conseil d'Artois, seigneur de Warlus, Sombrin, Villers-sir-Simon, Valhuon. Il a rendu plusieurs services à son roi, le roi de France.
Paul François Boucquel, écuyer, fils de Jean-Baptiste, seigneur des mêmes lieux que son père, a reçu en octobre 1723, des lettres de chevalerie héréditaire données à Versailles, en récompense des services rendus au roi en tant qu'officier au régiment de dragons d'Artois. En octobre 1736, il demeure à Sombrin et bénéficie de nouvelles lettres données à Versailles. Elles l'autorisent à décorer ses armes d'une couronne de comte et à prendre deux tigres comme supports. Cette autorisation lui est accordée en raison des services rendus au roi par son père, par lui-même, et par deux de ses fils, au service dans la deuxième compagnie des mousquetaires à cheval de la garde du roi, l'un depuis le 20 août 1727 et l'autre depuis le 12 décembre 1734.
Pendant la Première Guerre mondiale, Sombrin était à proximité du front d'Artois. Des troupes ont séjourné sur la commune, par exemple en novembre 1914.

## Politique et administration

### Découpage territorial
La commune se trouve dans l'arrondissement d'Arras du département du Pas-de-Calais.

#### Commune et intercommunalités
La commune est membre de la communauté de communes des Campagnes de l'Artois.

#### Circonscriptions administratives
La commune est rattachée au canton d'Avesnes-le-Comte.

#### Circonscriptions électorales
Pour l'élection des députés, la commune fait partie de la première circonscription du Pas-de-Calais.

### Élections municipales et communautaires

#### Liste des maires
| Période                                  | Période                      | Identité        | Étiquette | Qualité                                                                                           |
| ---------------------------------------- | ---------------------------- | --------------- | --------- | ------------------------------------------------------------------------------------------------- |
| Les données manquantes sont à compléter. |                              |                 |           |                                                                                                   |
| mars 1995                                | En cours (au 6 juillet 2020) | Henri Cuvillier |           | Directeur de société à la retraite Réélu pour le mandat 2014-2020, Réélu pour le mandat 2020-2026 |

## Population et société

### Démographie

#### Évolution démographique
L'évolution du nombre d'habitants est connue à travers les recensements de la population effectués dans la commune depuis 1793. Pour les communes de moins de 10 000 habitants, une enquête de recensement portant sur toute la population est réalisée tous les cinq ans, les populations de référence des années intermédiaires étant quant à elles estimées par interpolation ou extrapolation. Pour la commune, le premier recensement exhaustif entrant dans le cadre du nouveau dispositif a été réalisé en 2006.

En 2022, la commune comptait 206 habitants, en évolution de −14,17 % par rapport à 2016 (Pas-de-Calais : −0,72 %, France hors Mayotte : +2,11 %).
| 1793 | 1800 | 1806 | 1821 | 1831 | 1836 | 1841 | 1846 | 1851 |
| ---- | ---- | ---- | ---- | ---- | ---- | ---- | ---- | ---- |
| 475  | 349  | 428  | 515  | 471  | 478  | 443  | 440  | 446  |

| 1856 | 1861 | 1866 | 1872 | 1876 | 1881 | 1886 | 1891 | 1896 |
| ---- | ---- | ---- | ---- | ---- | ---- | ---- | ---- | ---- |
| 432  | 415  | 432  | 406  | 380  | 360  | 371  | 377  | 359  |

| 1901 | 1906 | 1911 | 1921 | 1926 | 1931 | 1936 | 1946 | 1954 |
| ---- | ---- | ---- | ---- | ---- | ---- | ---- | ---- | ---- |
| 350  | 342  | 315  | 278  | 289  | 278  | 252  | 259  | 259  |

| 1962 | 1968 | 1975 | 1982 | 1990 | 1999 | 2006 | 2011 | 2016 |
| ---- | ---- | ---- | ---- | ---- | ---- | ---- | ---- | ---- |
| 228  | 222  | 204  | 220  | 227  | 235  | 239  | 240  | 240  |

| 2021 | 2022 | - | - | - | - | - | - | - |
| ---- | ---- | - | - | - | - | - | - | - |
| 217  | 206  | - | - | - | - | - | - | - |

#### Pyramide des âges
En 2018, le taux de personnes d'un âge inférieur à 30 ans s'élève à 34,2 %, soit en dessous de la moyenne départementale (36,7 %). À l'inverse, le taux de personnes d'âge supérieur à 60 ans est de 26,7 % la même année, alors qu'il est de 24,9 % au niveau départemental.
En 2018, la commune comptait 130 hommes pour 109 femmes, soit un taux de 54,39 % d'hommes, largement supérieur au taux départemental (48,50 %).
Les pyramides des âges de la commune et du département s'établissent comme suit.
| Hommes | Classe d’âge | Femmes |
| ------ | ------------ | ------ |
| 2,3    | 90 ou +      | 1,8    |
| 5,3    | 75-89 ans    | 11,0   |
| 18,3   | 60-74 ans    | 14,7   |
| 22,9   | 45-59 ans    | 20,2   |
| 15,3   | 30-44 ans    | 20,2   |
| 16,8   | 15-29 ans    | 18,3   |
| 19,1   | 0-14 ans     | 13,8   |

| Hommes | Classe d’âge | Femmes |
| ------ | ------------ | ------ |
| 0,5    | 90 ou +      | 1,6    |
| 5,6    | 75-89 ans    | 8,9    |
| 16,7   | 60-74 ans    | 18,1   |
| 20,2   | 45-59 ans    | 19,2   |
| 18,9   | 30-44 ans    | 18,1   |
| 18,2   | 15-29 ans    | 16,2   |
| 19,9   | 0-14 ans     | 17,9   |

## Culture locale et patrimoine

### Lieux et monuments
- l'église Saint-Vaast.

### Personnalités liées à la commune
- Augustin Lesieux (1877-1964), sculpteur, est né dans la commune.

### Héraldique
|  | Les armes de la commune se blasonnent ainsi : de gueules fretté de six pièces d'argent. |

## Pour approfondir